# Edgar Saltus
Edgar Everston Saltus (* 8. Oktober 1855 in New York; † 31. Juli 1921 ebenda) war ein US-amerikanischer Schriftsteller. 

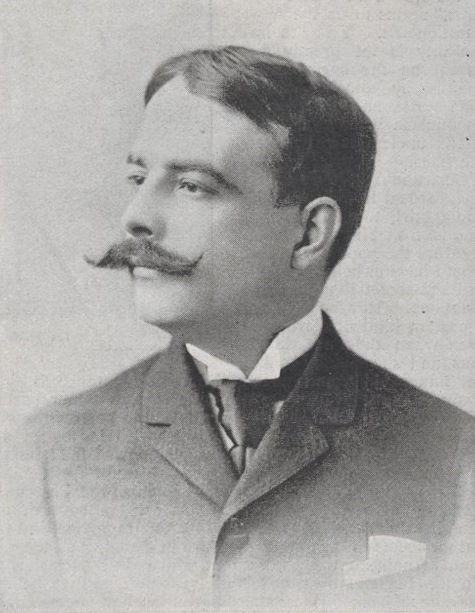
Edgar Saltus

## Leben
Geboren wurde Saltus 1855 in New York als Nachfahr des holländischen Admirals Cornelis Evertsen, der 1673 Nieuw Amsterdam (das spätere New York) erobert hatte. Saltus besuchte die St. Paul’s School in Concord (New Hampshire). Die Ehe der Eltern ging in die Brüche, und Saltus reiste nach der Schulzeit mit seiner Mutter nach Paris, wo er an der Sorbonne studierte. Dort traf er durch die Vermittlung eines mit ihm befreundeten Dichters auf Victor Hugo und Paul Verlaine. Anschließend hielt er sich in Heidelberg und München auf, wo er stark von der deutschen Philosophie der Zeit beeinflusst wurde. Nach seiner Rückkehr in die Staaten erlangte er ein rechtswissenschaftliches Diplom an der Columbia University in New York, der Stadt, in der er 1921 starb.
Saltus war dreimal verheiratet und hatte eine Tochter. Seine dritte Frau Marie schrieb seine Biografie.

## Literarisches Schaffen
Saltus hat sich vor allem durch seine Studie Imperial Purple (1892) zur spätrömischen Dekadenz einen Namen gemacht. Er schrieb eine Reihe von Romanen, Erzählungen, Essays, Biografien, historische und philosophiegeschichtliche Abhandlungen und übersetzte unter anderem Erzählungen von Jules Amédée Barbey d’Aurevilly und Honoré de Balzac. Saltus war persönlich bekannt mit Oscar Wilde, über den er eine kleine erzählerische Abhandlung verfasste. Er gilt als hervorragender Stilist seiner Zeit. In seinem Werk sind Einflüsse von Balzac, Flaubert, Ralph Waldo Emerson und vor allem Schopenhauers und Eduard von Hartmanns sowie eine Auseinandersetzung mit theosophischen Denkansätzen nachweisbar. Häufig geht es in den Romanen um das Scheitern von Liebesbeziehungen, um Intrigen, das Streben nach materiellem Wohlstand, die dekadente Gesinnung der Reichen, um Mord und Inzest. Schauplätze sind, neben New York, oft Paris, in Mr. Incoul’s Misadventure (1887) auch Biarritz und Baden-Baden.
Für den vierten Band der englischen Übersetzung von Wolfgang Menzels Geschichte der Deutschen bis auf die neuesten Tage (1855/56) steuerte Saltus ein Kapitel über die jüngsten Ereignisse im Deutschen Kaiserreich bei.

## Rezeption
Während Saltus zu Lebzeiten als Schriftsteller und Essayist hoch angesehen war, geriet er in der Folgezeit schnell in Vergessenheit. Einer seiner frühen Fürsprecher noch zu Lebzeiten, Carl Van Vechten, schrieb 1918, Saltus habe in seinem Werk eine Mythologie des New York der Jahrhundertwende und des frühen 20. Jahrhunderts erschaffen. Zwei seiner Romane wurden verfilmt, The Paliser Case (1920) und Daughters of the Rich (1923), doch erst nach der Veröffentlichung eines Essays von Claire Sprague im Jahr 1968 wurden seine Werke zum Teil neu aufgelegt. Henry Miller muss Saltus sehr geschätzt haben, wie Jason deBoer in seiner Kolumne über Saltus im Jahr 2001 schreibt.

## Werke (Auswahl)
- Balzac, 1884 (Biografie)
- The Philosophy of Disenchantment, 1885
- The Anatomy of Negation, 1886
- Mr. Incoul’s Misadventure, 1887 (Roman)
- The Truth about Tristrem Varick, 1887 (Roman)
- A Transient Guest and Other Episodes, 1889 (Erzählungen)
- Mary Magdalen, 1891 (Roman)
- Imperial Purple, 1892
- Daughters of the Rich, 1900 (Roman)
- The Perfume of Eros. A Fifth Avenue Incident, 1905 (Roman)
- Historia Amoris: a History of Love, Ancient and Modern, 1906 (zur Geschichte der Liebe)
- The Lords of the Ghostland, 1907 (zur Geschichte des Ideals)
- The Monster, 1912 (Roman)
- Oscar Wilde, An Idler’s Impressions, 1917 (biografische Erzählung)
- The Paliser Case, 1919 (Roman)
- The Imperial Orgy, 1920 (zur Geschichte der russischen Zaren)
- The Ghost Girl, 1922 (postum, Roman)

Übersetzungen von Werken Saltus’ ins Deutsche liegen bislang noch nicht vor.